# Palazzo Della Porta Negroni Caffarelli
Palazzo Della Porta Negroni Caffarelli (così denominato per distinguerlo dagli altri che la famiglia Caffarelli possedeva in città - Palazzo Caffarelli al Campidoglio, Palazzo Vidoni Caffarelli e Palazzo Aragona Gonzaga Negroni Galitzin) è un grande edificio civile sito in Via Condotti 61, Roma.

## Descrizione
Fu costruito originariamente nel XVII secolo. Tuttavia, fu completamente ricostruito dalla famiglia Negroni nel 1865. Costruito intorno ad un cortile centrale, l'edificio ricorda un palazzo tardo rinascimentale del XVI secolo.
Il palazzo deve il suo doppio nome non già ai frequenti cambi di proprietà di altri palazzi italiani, ma ai titoli multipli della famiglia Negroni. Il suo committente, Don Giuseppe, Conte Negroni, infatti, divenne più tardi il duca Caffarelli. I titoli familiari includevano anche il Ducato d’Assergi. Il Duca morì nel 1882 e gli succedette il figlio, il duca Francesco Di Paola Negroni Caffarelli. I Della Porta furono un'antica famiglia proprietaria del palazzo originale. 
Nel 1893 il palazzo fu danneggiato dal fuoco. Durante l'incendio, fu distrutto anche un importante archivio di negativi fotografici accumulati dallo scrittore di architettura John Henry Parker.
Oggi, come accade in altri palazzi romani, il piano terra è occupato da negozi e boutique.